# 波士顿㹴
波士顿㹴，属于㹴犬的一种，源于美国波士顿，自1893年被美国犬业俱乐部（AKC）承认，属于非运动犬。
颜色和标记是区分该品种和鉴定AKC标准的先决条件。它们的毛色应是黑、海豹色或有白色斑纹的。波士顿㹴个体隶属于中型犬，有一条短尾巴和竖立的耳朵。AKC的资料显示它们非常聪明，易于接受训练。友好但时而固执。尽管其少数能活到十几岁，但平均寿命仍为11至13岁。起初波士顿㹴是被当作捕鼠犬和伴侣犬的，但如今主要作为玩赏犬。在生物分类法中隶属犬科。
AKC于2016年将波士顿㹴列为21大最受欢迎的犬种。

## 犬种历史

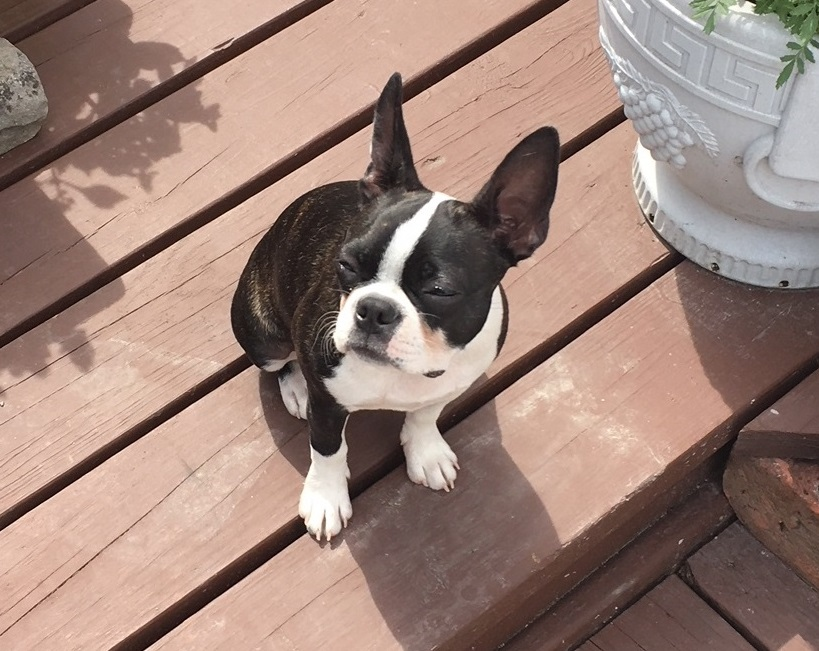
一只六个月大的母仔

波士顿㹴起源于19世纪70年代，当时寓居于波士顿的Robert C. Hooper从Edward Burnett那里购买了一只名为“Judge”的犬，此犬具斗牛犬和㹴犬的血统。Judge要么直接属于19世纪和20世纪初的原始斗牛犬或㹴犬品种，要么是现代英国斗牛犬与19世纪60年代创造的用于观赏的㹴犬（如英国白色㹴犬）杂交的子类。AKC称Judge几乎是所有真正意义上的现代波士顿㹴犬的祖先。
Judge的体重逾27.5英磅（12.5）。其后代与一条或多条法国斗牛犬杂交，为波士顿㹴提供了基因突变和基因重组的原材料。
自1870年首次于波士顿亮相以来。至1889年，该犬种已备受关注，犬类爱好者们为此成立了美国斗牛㹴俱乐部（American Bull Terrier Club），不久后，在James Watson（著名作家和权威人士）的倡导下，该俱乐部更名为波士顿㹴犬俱乐部（Boston Terrier Club），并于1893年纳入AKC，从而使波士顿㹴成为第一个被AKC承认的美国犬种。目前其属于美国的少数犬种之一。波士顿㹴亦是美国的第一只非运动犬。
在早期，波士顿㹴的颜色和标记并非重要之事。但自20世纪初期，其独特的标记和颜色被写进AKC标准，成为了其基本特征。波士顿㹴已经丧失了大部分的攻击性，更中意与人类在一起，虽然一些雄性的波士顿㹴仍然会挑衅其他犬类，但也是基于它们觉得自我领土正在被入侵。
目前，波士顿㹴已成为波士顿大学和位于Spartanburg, S.C的沃福德学院的吉祥物。

## 外貌描述

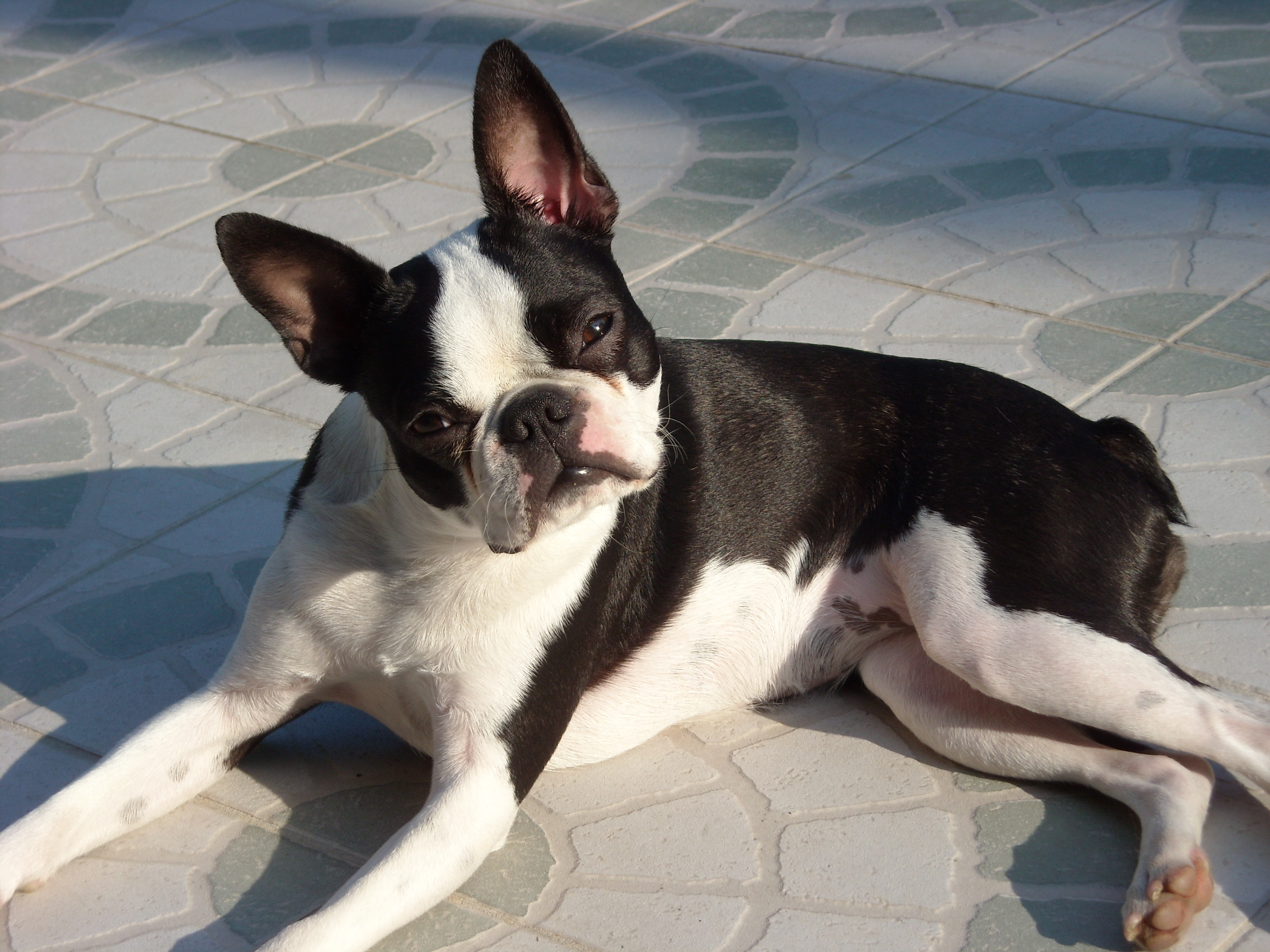
母的波士顿㹴

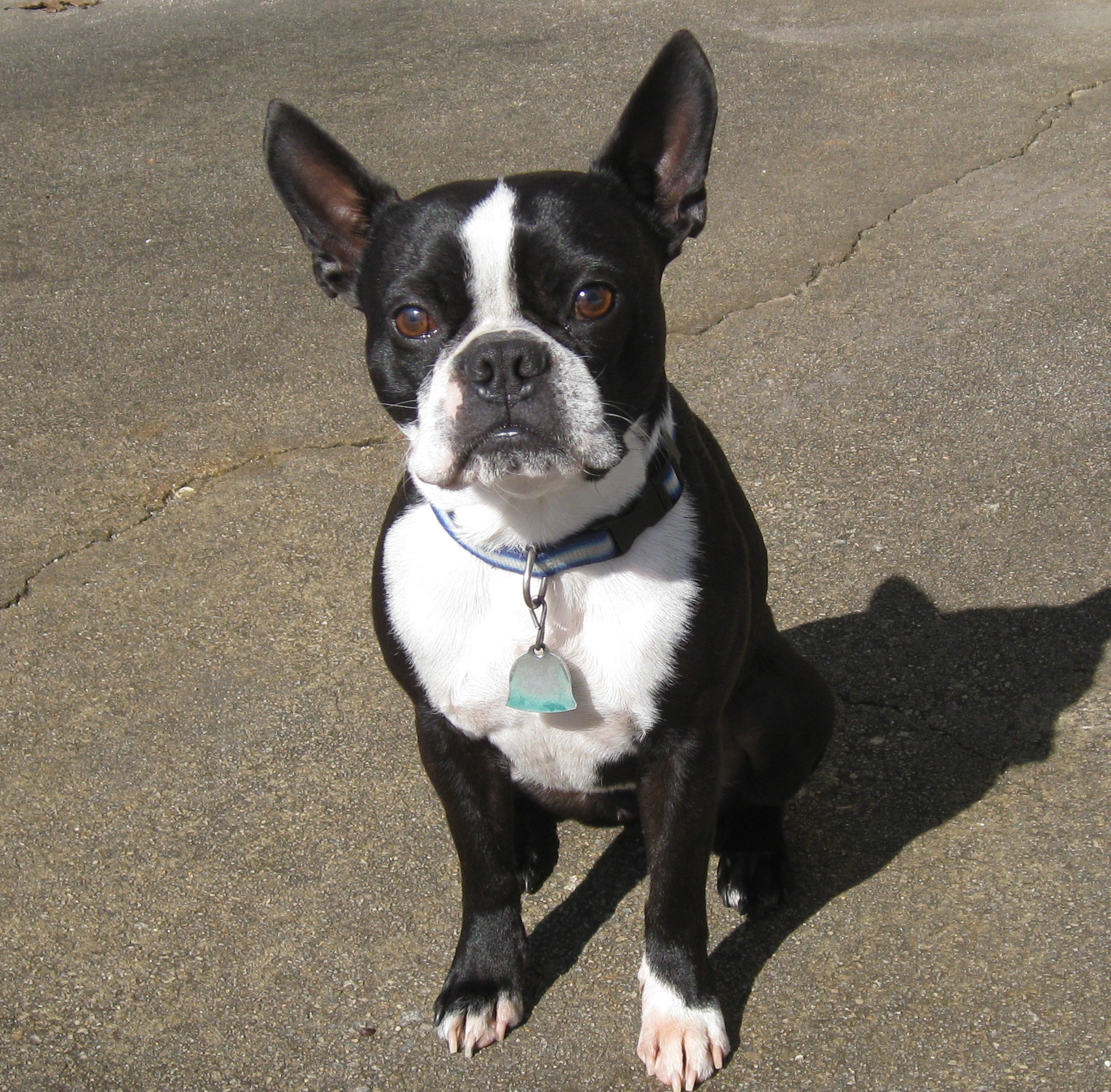
公的波士顿㹴

波士顿㹴是一种体型紧凑，体态匀称的狗。其有一个方正的脑袋，竖立的耳朵和稍微拱起的脖子。口吻较短，一般没有皱纹，但有均匀或轻微突出的下颚及咬口。波士顿㹴通常在站立后有15-17英寸，其胸部相对较宽而尾巴较短。
根据国际标准（International Breed Standards），狗的体重不应超过25英磅（11）。是故AKC将此犬种划为五类：15磅以下、15磅、20磅以下、20磅以及不超过25磅。

### 皮毛颜色
波士顿㹴的毛色主要是白色、黑色、斑纹和海豹色（一种湿海豹的颜色，类似于深棕色，春光明媚之时似是黑色的）或四者的组合。任何其他颜色都不被AKC认同，因为它们的子类通常是通过与其他犬种的杂交而孕育的，使其失去了特有的“tuxedo”的外观。
据AKC所言，理想的波士顿㹴应为白色的，且覆盖其胸部、口吻、脖子、前腿半部、后腿，以及双眼之间（但不在眼睛上）。据其构形所显示，对称的外貌显然更为纯正。由于其外貌类似于人类正式的穿着，所以除了其优雅和令人愉悦的特性外，该犬种还通常被称为“美国绅士”（American Gentleman）。

### 显著特征
波士顿㹴大而突出的眼睛是一个明显的特征。此犬种的圆眼睛间距很远。
其遗传变异导致产生了一条短尾巴。这些短尾巴可能呈螺旋状，或者卷曲状，当然也可能是直的。但一般而言，波士顿㹴的尾巴长度不会超过两英寸。

## 生活习性
波士顿㹴性格温和，易于结交且极具幽默，通常会表现出一种强烈的、乐于助人的行为，渴望取悦它们的主人，且易于接受训练。但它们护主的性格可能会导致对其它宠物和陌生人都采取咄咄逼人的态度。此犬种不易掉毛，通常只需要极少量的梳理。
波士顿㹴最初是为了战斗和在工厂猎杀老鼠，后来因各种原因被饲养下来。然而，它们不是AKC钦定的猎犬，而隶属于非运动类（Non-Sporting Group）。
无论雌雄两性，波士顿㹴一般都会很安静，只有在必要时才会吠叫，所以在这方面的早期训练是不可或缺的。理智的吠叫才会使其在公寓中被他人接纳。它们喜欢与人相处，包括儿童及老人，也能够和其他犬类或非犬类宠物相处融洽，但前提是它们乐意融入社交。

## 健康问题

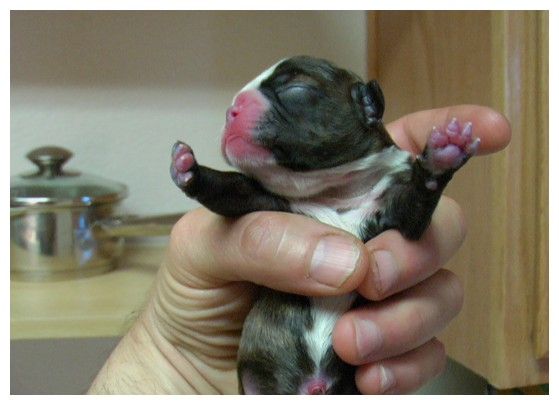
刚出生的波士顿㹴幼崽

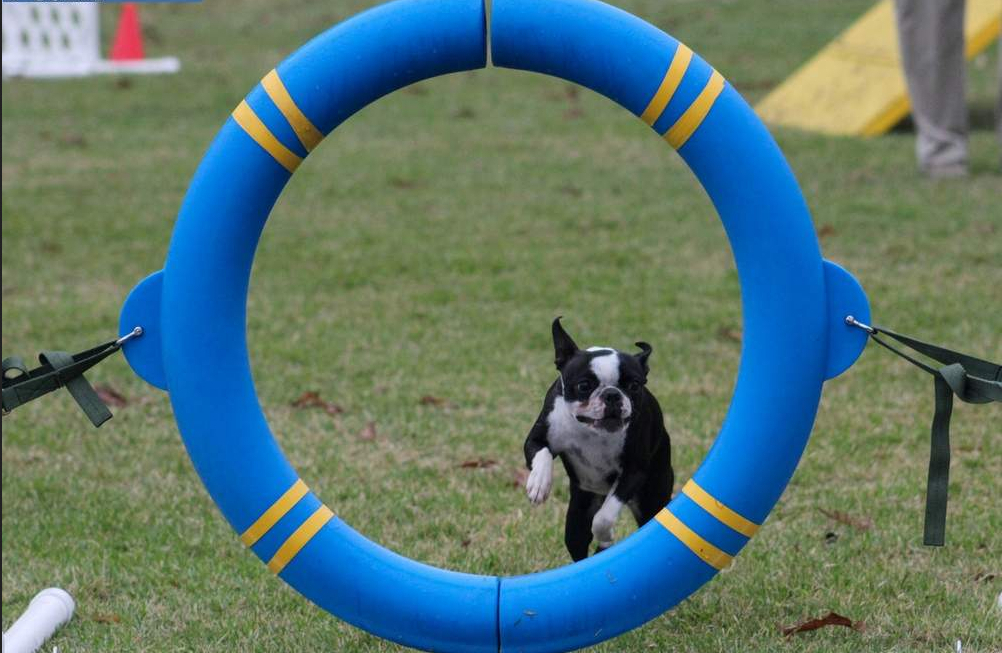
波士顿㹴的日常跃环

背部的弯曲可能是由于后腿髌骨出现问题所引起的，而这反过来又会导致狗的重心向前倾到前腿上。这也可能只是身体结构上的缺陷，对狗的实际影响不大。由于短嘴，许多波士顿㹴不能忍受炎热或寒冷的天气，在这种情况下要求其锻炼可能会对其造成伤害。过于敏感的消化系统也是波士顿㹴的典型特征，其肠胃胀气通常与该犬种不良的饮食习惯有关。
它们的大而突出的眼睛使其极易患角膜溃疡。由于此犬种的特点是口吻短、眼睛大，所以它们的眼睛在接触到沙子、灰尘、碎片或尖锐的物体（如带刺的植物）时也容易受到伤害。
波士顿㹴是短头型（brachycephalic）犬种。这个词来源于希腊语词根brachy。这种结构可能会造成鼻孔微小以及气管狭窄。波士顿㹴可能容易打鼾和打喷嚏，以此用于清洁上颚粘液，这对狗并没有任何伤害。短头犬在全身麻醉下可能容易伴随出现并发症。波士顿㹴在生育时经常会被要求剖腹产，且在英国犬业俱乐部（UK Kennel Club）的一项调查中显示，超过90%的产仔都是这样做的。

## 皮毛梳理
波士顿㹴有一身短而光滑的皮毛，只需要很少的梳理就可以了。波士顿㹴会出现轻微的脱毛现象，每周刷一次它们的细毛可以有效地剔除掉落的毛发。刷毛能促进皮毛的健康生长，因为它能分泌皮肤油，还能鼓励新的皮毛生长。波士顿㹴的指甲需要定期修剪。不加修缮的指甲不仅有可能给它带来疼痛，而且还会使其行走困难，或者在被某些东西绊倒后脱落。
与修剪指甲类似，刷牙也应定期进行，以保持良好的口腔健康。通过定期刷牙，清除牙菌斑和其他滋生的细菌，可以降低它发生口腔疼痛、牙龈感染或口臭的风险。

## 存在价值
在过去，波士顿㹴主要是斗犬，但由于它们友好愉悦的性情，使它们成了伴侣犬。
现如今，波士顿㹴除了是一名优秀的伙伴以外，还精于各种犬类运动。其在敏捷比赛、服从训练、接力赛跑、跟踪、码头跳水、飞球、举重、谷仓猎捕和引诱追逐等犬类赛事中越来越受欢迎。其是一种多才多艺的犬种，有着外向的个性和结交新朋友的渴望，是一种很受欢迎的治愈犬。

## 璀璨星途
于2012年，一位名叫Victoria Reed的高中生听取了她的兽医的建议，向吉尼斯世界纪录提交了一张她的波士顿㹴（Bruschi）的照片。由于Bruschi每只眼睛的直径达1.1英寸（2.8），于是被吉尼斯世界纪录认定为“拥有最大眼睛的狗”。
于1921年，在一次纪念美国第102步兵团的仪式上，美国陆军将一枚金质奖章颁给了一只光荣的战争犬：Stubby中士。这只拥有三条服役臂章和一条伤兵臂章的斗牛㹴被授予了美国陆军军衔——这使其成为有史以来第一只赢得军衔的狗。这只令人欣慰的战争犬也获得了法国颁发的一枚奖章。带着一身奖章的Stubby中士已于1926年逝世，但却成为了美国“最伟大的战争犬”。

## 外部連結
- Boston Terrier Club of America, Inc. （页面存档备份，存于）
- Boston Terrier Club of Canada （页面存档备份，存于）
- The Boston Terrier and All About It - 古腾堡计划 (First published 1910)
- Boston Terrier Photos, Videos and Informations （页面存档备份，存于）
- “The Boston Terrier” in The power of the dog by Arthur Croxton Smith. 1910